# Allie Dragoo
Allie Dragoo, née le 17 décembre 1989 à Grand Rapids, est une coureuse cycliste américaine.

## Biographie
Elle commence le cyclisme à l'âge de six ans par le BMX suivant l'exemple de son frère. Elle y fait de la compétition durant treize ans, dont deux professionnelles. Souhaitant étudiée, elle doit se tourner vers une autre discipline afin d'obtenir une bourse scolaire. Elle en obtient une en golf, mais préfère poursuivre la course cycliste. Elle obtient une licence en éducation physique à l'Université Marian en mai 2014. Elle a la particularité de pratiquer toutes les disciplines du cyclisme,.
En 2016, sur la troisième étape de l'Energiewacht Tour, elle prend l'échappée avec Vera Koedooder, Moniek Tenniglo, Julie Leth, Sara Penton et Gretchen Stumhofer. Dans le final, Vera Koedooder attaquent à de multiples reprises. Allie Dragoo parvient à se détacher à deux kilomètres du but et gagne avec une faible avance. 

## Palmarès sur route

### Palmarès par années
- 2015
  - Chico Stage Race :
    - Classement général
    - 3e étape (contre-la-montre)

  - 3e de la San Dimas Stage Race
  - 3e de la Redlands Bicycle Classic
- 2016
  - Valley of the Sun Stage Race :
    - Classement général
    - 1re étape (contre-la-montre)

  - Chico Stage Race :
    - Classement général
    - 3e étape

  - 3e étape de l'Energiewacht Tour
  - 2e étape du Tour de Californie (contre-la-montre par équipes)
- 2017
  - Cascade Cycling Classic
- 2018
  - Chico Stage Race :
    - Classement général
    - 3e étape
- 2019
  - Valley of the Sun Stage Race :
    - Classement général
    - 1re étape (contre-la-montre)

### Classements mondiaux
| Année                                 | 2015 | 2016 | 2017 | 2018 | 2019 |
| ------------------------------------- | ---- | ---- | ---- | ---- | ---- |
| Classement UCI                        | 229e | 225e | 129e | 257e | 844e |
| UCI World Tour                        |      | nc   | nc   | 225e | nc   |
|                                       |      |      |      |      |      |
| Légende : nc = non classéSource : UCI |      |      |      |      |      |